# Eduard Gottlieb Amthor

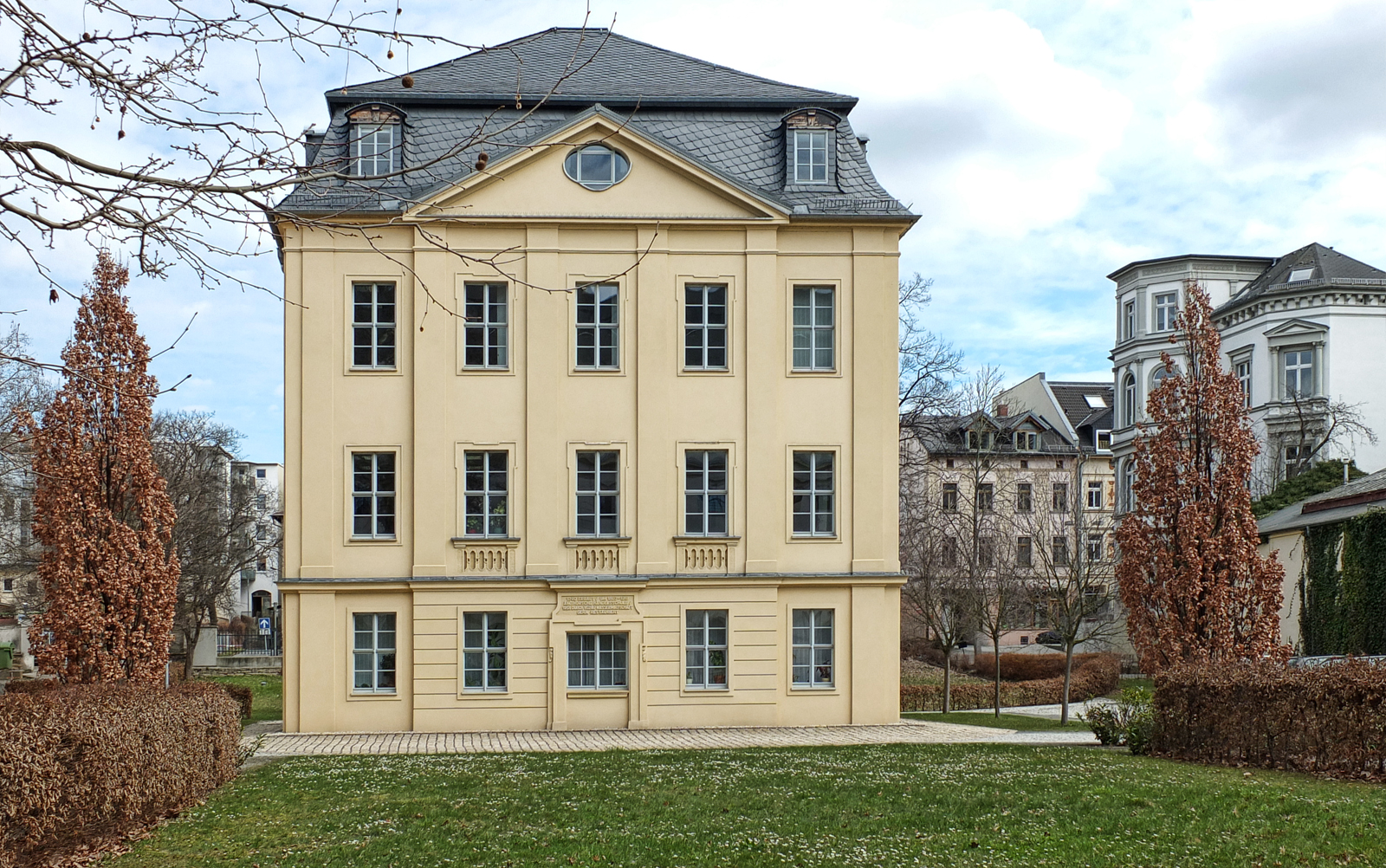
Das 1740 erbaute Liebigsche Gartenhaus in Gera beherbergte von 1861 bis 1925 die von Eduard Amthor gegründete Höhere Handelsschule.

Eduard Gottlieb Amthor (* 19. Juli 1820 in Themar; † 3. Juli 1884 in Gera) war ein deutscher Schuldirektor, Verleger, Buchhändler und Schriftsteller.

## Leben
Amthor studierte an der Universität Leipzig Theologie und Orientalistik. Nachdem er einige Zeit als Bibliothekar gearbeitet und England und Frankreich bereist hatte, gründete er 1849 in Hildburghausen eine Handelsschule, die 1854 nach Gera umsiedelte. Der Unterricht erfolgte in drei Abteilungen, für die Auszubildenden gab es ein Pensionat und die Schule wurde staatlich unterstützt. 1866 gründete Amthor dort einen Verlag, der neben verschiedenen Periodika auch teilweise von ihm selbst verfasste Schulatlanten und Reiseliteratur publizierte. In seinem umfangreichen literarischen Nachlass befinden sich auch Übersetzungen, vor allem aus dem Englischen.

## Namensvergabe und Ehrungen
Dem Verfasser alpiner Literatur zu Ehren, trägt das Hühnerspiel in den Zillertaler Alpen den Alternativnamen Amthorspitze. In Gera tragen die Amthorstraße, der Amthordurchgang, seit 2015 die Berufsschule Dr. Eduard Amthor sowie eine Geraer Straßenbahn des Typs NGT8G (Wagennummer 206) seinen Namen. Im Innsbrucker Stadtteil Pradl wurde 1905 die Amthorstraße nach ihm benannt.
Im Jahr 1902 wurde beschlossen, dem Alpenforscher und Reiseschriftsteller in Gossensaß ein Denkmal in Form einer Monumentalbüste zu setzen, welches der Künstler Hans Larch modelliert hat. Mit der Ausführung der Marmor-Büste wurde der Bildhauer Hellriegl aus Bozen beauftragt.